# Mirabella (serie de libros)
Mirabella (En inglés Mirabelle) es una serie de libros escritos por la autora británica Harriet Muncaster, en la que cuenta las aventuras de Mirabella, quien es mitad bruja y mitad hada, y a la vez es prima de Isadora Moon. 
Su primera aparición es en el libro Isadora Moon se mete en un lío (Isadora Moon Gets in Trouble).
| #  | Título Original                       | Título Español                      | Publicado          | ISBN Español  |
| -- | ------------------------------------- | ----------------------------------- | ------------------ | ------------- |
| 1  | Mirabelle Gets up to Mischief         | Mirabella y el Hechizo del Dragón   | Julio de 2020      | 9786073801775 |
| 2  | Mirabelle Breaks the Rules            | Mirabella y la Escuela de Magia     | Febrero de 2021    | 9789563842890 |
| 3  | Mirabelle Has a Bad Day               | Mirabella y la Clase de Pociones    | Julio de 2021      | 9789563843392 |
| 4  | Mirabelle in Double Trouble           | Mirabella y el Bosque de las Brujas | Febrero de 2022    | 9789563844382 |
| 5  | Mirabelle and the Naughty Bat Kittens | Mirabella y las Mascotas de Brujas  | Julio de 2022      |               |
| 6  | Mirabelle and the Magical Mayhem      | Mirabella y el Verano de Hadas      | Septiembre de 2022 | 9789563844511 |
| 7  | Mirabelle Takes Charge                |                                     | Febrero de 2023    |               |
| 8  | Mirabelle Wants to Win                | Mirabella es una estrella           | Julio de 2023      |               |
| 9  | Mirabelle and the Haunted House       |                                     | Octubre 2023       |               |
| 10 | Mirabelle and the Midnight Feast      | Mirabella y el festín de medianoche | Febrero de 2024    |               |
| 11 | Mirabelle and the Picnic Pranks       | Mirabella y la aventura diminuta    | Julio 2024         |               |
| 12 | Mirabelle and the Baby Dragons        |                                     | Septiembre 2024    |               |
| 13 | Mirabelle in Witch City               |                                     | Febrero 2025       |               |

* títulos aún no traducidos al español, listado basado en traducciones de tiendas

##### Otros libros de Mirabella
- El gran Libro de Magia de Isadora y Mirabella